# Theroscopus pedestris
Theroscopus pedestris là một loài tò vò trong họ Ichneumonidae.